# Limnephilus hyperboreus
Limnephilus hyperboreus är en nattsländeart som beskrevs av Thomson 1891. Limnephilus hyperboreus ingår i släktet Limnephilus och familjen husmasknattsländor. Inga underarter finns listade i Catalogue of Life.